# Bracovce
Bracovce (ungarisch Berettő) ist eine Gemeinde im Osten der Slowakei mit 968 Einwohnern (Stand 31. Dezember 2024), die zum Okres Michalovce, einem Teil des Košický kraj, gehört und in der traditionellen Landschaft Zemplín liegt.

## Geographie
Die Gemeinde befindet sich inmitten des Ostslowakischen Tieflands am alten Flussdeich der Ondava, die heute etwa drei Kilometer am Ort vorbeifließt. Das Ortszentrum liegt auf einer Höhe von 105 m n.m. und ist 22 Kilometer von Michalovce entfernt.
Nachbargemeinden sind Kačanov im Norden, Dúbravka im Nordosten, Slavkovce und Zemplínske Kopčany im Osten, Malčice im Süden und Zemplínske Hradište im Westen.

## Geschichte
Bracovce wurde zum ersten Mal 1227 als Berethe schriftlich erwähnt und war Besitz mehrerer Familien des niederen Adels, wie z. B. Bogat-Radvan im Jahr 1240 oder Amadé im Jahr 1280. Im Verlaufe der Jahrhundert gab es etliche Besitzerwechsel, so waren die Familien Monaky und Dobi Gutsbesitzer im 14. sowie Izsépi, Cselei, Dobi, Ricsei, Beke, Orosz, Zádorházy, Lengyel, Nátafalusi, Csontoso, Perényi, Csupor und Csanády im 15. Jahrhundert. Neuzeitliche Besitzer stammten unter anderem aus den Familien Bornemissza, Drugeth, Kacinczy, Kozmay, Nagymihályi, Rákoczi und Tussay.
1582 wurden die ortsansässigen Familien mit einer Steuer in Höhe von fünf Porta besteuert, 1600 standen 12 bewohnte Häuser im Ort, doch im 17. Jahrhundert verarmten die Einwohner und zogen weg, sodass es 1715 nur noch drei bewohnte, aber auch verlassene Ansiedlungen gab. 1787 hatte die Ortschaft 36 Häuser und 375 Einwohner, 1828 zählte man 50 Häuser und 398 Einwohner, die als Landwirte und Obstbauern beschäftigt waren.
Bis 1918/1919 gehörte der im Komitat Semplin liegende Ort zum Königreich Ungarn und kam danach zur Tschechoslowakei beziehungsweise heute Slowakei.

## Bevölkerung
| Jahr                | 1994 | 2004    | 2014    | 2024    |
| ------------------- | ---- | ------- | ------- | ------- |
| Anzahl der Personen | 959  | 942     | 935     | 968     |
| Unterschied         |      | −1,77 % | −0,74 % | +3,52 % |

| Jahr                | 2023 | 2024    |
| ------------------- | ---- | ------- |
| Anzahl der Personen | 965  | 968     |
| Unterschied         |      | +0,31 % |

Nach der Volkszählung 2011 wohnten in Bracovce 960 Einwohner, davon 870 Slowaken, 16 Roma, vier Tschechen sowie jeweils ein Pole und Russine. 68 Einwohner machten keine Angabe zur Ethnie.
252 Einwohner bekannten sich zur römisch-katholischen Kirche, 194 Einwohner zur orthodoxen Kirche, 166 Einwohner zur Evangelischen Kirche A. B., 125 Einwohner zur reformierten Kirche, 62 Einwohner zur griechisch-katholischen Kirche, fünf Einwohner zu den Brethren, zwei Einwohner zu den Zeugen Jehovas und ein Einwohner zur altkatholischen Kirche. 30 Einwohner waren konfessionslos und bei 123 Einwohnern wurde die Konfession nicht ermittelt.

## Bauwerke und Denkmäler
- römisch-katholische Kirche
- evangelische Kirche
- reformierte Kirche

## Sport
Der örtliche Fußballclub heißt OŠK Svornosť Bracovce, die Gemeinde beherbergt zudem einen Tischtennisclub.

## Infrastruktur und Verkehr
Bracovce hat eine gut ausgebaute Grundinfrastruktur (Wasserleitung, Gasleitung) und betreibt eine Grundschule und einen Kindergarten. Die Straße 2. Ordnung 554 verbindet die Gemeinde mit Oborín südlich und Trhovište (Anschluss an die Straße 1. Ordnung 19, E 50/E 58) nördlich des Ortes. Der nächste Bahnanschluss ist der viereinhalb Kilometer entfernte Bahnhof Bánovce nad Ondavou an der Bahnstrecke Michaľany–Łupków.